# Sistema XG
Il sistema XG è uno dei 38 sistemi di gruppi sanguigni umani noti, costituito da un antigene di superficie dei globuli rossi scoperto nel 1962 dai ricercatori dell'MRC Blood Group Unit di Londra.
Il gene PBDX, che codifica l'antigene, si trova sul braccio corto del cromosoma X. Poiché i maschi hanno normalmente un unico cromosoma X, sono considerati emizigoti, mentre le donne, che hanno due copie del gene, potrebbero essere eterozigoti per la presenza o l'assenza del gene funzionante, e potrebbero (attraverso un processo di lyonizzazione) esprimere la proteina funzionante solo su alcuni dei loro globuli rossi.